# Liste von Burgen, Festungen und Schlössern in Rheinland-Pfalz
Die Liste von Burgen, Festungen und Schlössern in Rheinland-Pfalz nennt Burgen, Festungen und Schlösser im heutigen Bundesland Rheinland-Pfalz. Sie ist Teil der Liste von Burgen und Schlössern in Deutschland. Nicht aufgeführt sind Zier- und Nachbauten, die nie als Wohngebäude oder zur Verteidigung genutzt wurden.
Rheinland-Pfalz entstand erst 1947 – nach dem Zweiten Weltkrieg – als künstliches Gebilde aus demjenigen Teil der seinerzeitigen Französischen Besatzungszone, der weder saarländisch noch baden-württembergisch war. Vorher hatten die heutigen Bestandteile des Bundeslandes über 1000 Jahre lang einer Vielzahl von weltlichen und geistlichen Landesherren gehört, z. B. den einflussreichen Kurfürsten von der Pfalz, von Mainz, von Köln und von Trier (die drei letztgenannten waren zugleich auch Erzbischöfe) oder auch Rittern, denen eine geringere Bedeutung zukam und deren – anfangs nicht erblicher – Stand sich aus dem Lehnswesen entwickelte. Heiraten und Erbteilungen hatten zu immer weiteren Umschichtungen und Zersplitterungen beigetragen, so dass ein wahrhafter Flickenteppich von Herrschaftsbereichen entstanden war. Die Burgen und Festungen der historischen Kurpfalz befinden sich heute in fünf Bundesländern und im Elsass.
Mit Bauwerken wie Burgen, Festungen oder Schlössern konnten die Landesherren auf ihre Bedeutung hinweisen. Daher sind vor allem die Ränder der Mittelgebirge (Eifel, Pfälzerwald) und der Flusstäler (Mittelrhein, Mosel) von Burgen oder Festungen gesäumt, das Massiv des Donnersberges im Nordpfälzer Bergland war gar von fünf Burgen umringt, und in den größeren Städten wie Mainz, Koblenz und Trier fallen besonders die prunkvollen Schlösser und Paläste auf.
Zwar hatten die großen Kriege (Bauernkrieg, Dreißigjähriger Krieg, Pfälzischer Erbfolgekrieg, Napoleonische Kriege) immer wieder Zerstörungen angerichtet, doch aus den Trümmern geschleifter Burgen oder niedergebrannter Schlösser waren häufig Nachfolgebauten erstanden, welche die untergegangenen an Pracht noch übertrafen. Und auch die Schäden, die – vor allem in Städten – durch die Beschießungen und Bombardements der beiden Weltkriege des 20. Jahrhunderts verursacht wurden, sind mittlerweile weitgehend beseitigt.
In der Auflistung enthalten sind auch Ringwallanlagen, die noch aus keltischer Zeit stammen, also im 1. vorchristlichen Jahrtausend entstanden sind.
Die Liste ist alphabetisch sortiert:
1. nach Landkreisen bzw. kreisfreien Städten
2. nach Objektnamen

Hinter den Objekten können Links zu Artikeln hinterlegt sein, die zusätzliche Informationen bieten.

## Liste
(alphabetisch sortiert, 1. nach Landkreisen bzw. kreisfreien Städten, 2. nach Namen der Bauwerke)
| Inhaltsverzeichnis Ahrweiler, Landkreis Altenkirchen (Westerwald), Landkreis Alzey-Worms, Landkreis Bad Dürkheim, Landkreis Bad Kreuznach, Landkreis Bernkastel-Wittlich, Landkreis Birkenfeld, Landkreis Bitburg-Prüm, Landkreis Cochem-Zell, Landkreis Donnersbergkreis Frankenthal, Stadt Germersheim, Landkreis Kaiserslautern, Landkreis Kaiserslautern, Stadt Koblenz, Stadt Kusel, Landkreis Landau in der Pfalz, Stadt Ludwigshafen am Rhein, Stadt | Mainz, Stadt Mainz-Bingen, Landkreis Mayen-Koblenz, Landkreis Neustadt an der Weinstraße, Stadt Neuwied, Landkreis Pirmasens, Stadt Rhein-Hunsrück-Kreis Rhein-Lahn-Kreis Rhein-Pfalz-Kreis Speyer, Stadt Südliche Weinstraße, Landkreis Südwestpfalz, Landkreis Trier, Stadt Trier-Saarburg, Landkreis Vulkaneifel, Landkreis Westerwaldkreis Worms, Stadt Zweibrücken, Stadt |

| [↑] | Landkreis Ahrweiler | [↑] |

| [↑] | Landkreis Altenkirchen (Westerwald) | [↑] |

| [↑] | Landkreis Alzey-Worms | [↑] |

| [↑] | Landkreis Bad Dürkheim | [↑] |

| [↑] | Landkreis Bad Kreuznach | [↑] |

| [↑] | Landkreis Bernkastel-Wittlich | [↑] |

| [↑] | Landkreis Birkenfeld | [↑] |

| [↑] | Landkreis Bitburg-Prüm | [↑] |

| [↑] | Landkreis Cochem-Zell | [↑] |

| [↑] | Donnersbergkreis | [↑] |

| [↑] | Frankenthal | [↑] |

| [↑] | Landkreis Germersheim | [↑] |

| [↑] | Landkreis Kaiserslautern | [↑] |

| [↑] | Stadt Kaiserslautern | [↑] |

| [↑] | Stadt Koblenz | [↑] |

| [↑] | Landkreis Kusel | [↑] |

| [↑] | Stadt Landau in der Pfalz | [↑] |

| [↑] | Stadt Ludwigshafen am Rhein | [↑] |

| [↑] | Stadt Mainz | [↑] |

| [↑] | Landkreis Mainz-Bingen | [↑] |

| [↑] | Landkreis Mayen-Koblenz | [↑] |

| [↑] | Stadt Neustadt an der Weinstraße | [↑] |

| [↑] | Landkreis Neuwied | [↑] |

| [↑] | Stadt Pirmasens | [↑] |

| [↑] | Rhein-Hunsrück-Kreis | [↑] |

| [↑] | Rhein-Lahn-Kreis | [↑] |

| [↑] | Speyer | [↑] |

| [↑] | Rhein-Pfalz-Kreis | [↑] |

| [↑] | Landkreis Südliche Weinstraße | [↑] |

| [↑] | Landkreis Südwestpfalz | [↑] |

| [↑] | Stadt Trier | [↑] |

| [↑] | Landkreis Trier-Saarburg | [↑] |

| [↑] | Landkreis Vulkaneifel | [↑] |

| [↑] | Westerwaldkreis | [↑] |

| [↑] | Worms | [↑] |

| [↑] | Stadt Zweibrücken | [↑] |

## Gebietsübergreifend
1. Siehe auch: Liste der Burgen, Befestigungen und Schlösser in der Eifel
2. Westwall